# شارون ويب
شارون ويب (بالإنجليزية: Sharon Webb)‏ (29 فبراير 1936، تامبا في الولايات المتحدة - 30 يناير 2010، تامبا في الولايات المتحدة)؛ كاتِبة ومؤلِّفة، ممرضة وروائية أمريكية.